# Dichiarazione di prestazione
La dichiarazione di prestazione, abbreviata in DoP (dall'inglese Declaration of Performance), è il documento obbligatorio che accompagna la marcatura CE dei prodotti da costruzione. 

## Disciplina normativa
Dal 1º luglio 2013 la vecchia Direttiva prodotti da Costruzione 89/106 (CPD 89/106) è stata sostituita dal Regolamento Europeo 305/2011 (Regolamento Prodotti da Costruzione-CPR 305/2011). Per ogni prodotto da costruzione il fornitore deve rilasciare la DoP che prende il posto della vecchia dichiarazione di conformità.
Il documento contiene la destinazione d'uso del prodotto (coperto da norma armonizzata), le caratteristiche prestazionali e tutti gli elementi utili per la sua rintracciabilità (commessa, lotto di produzione, ecc.).
Con l'entrata in vigore del Reg. UE 305/2011 i prodotti da costruzione, per cui esistono norme armonizzate europee, devono essere commercializzati solo se accompagnati sia dalla marcatura CE (in etichetta o stampigliata) che della relativa DoP. Le novità salienti secondo il regolamento CPR sono:
- l'inserimento, fra i requisiti essenziali di un prodotto, della sostenibilità delle risorse naturali e di informazioni relative alle sostanze pericolose;
- prevista la tabella delle prestazioni nella struttura della dichiarazione, formata da 10 punti;
- sull'etichetta della marcatura CE deve essere riportato il n° della DoP relativa al prodotto.

La DoP si chiama così in quanto deve contenere le caratteristiche prestazionali del materiale, andando quindi oltre le informazioni incluse nella precedente (per il settore) "dichiarazione di conformità".
La valutazione e la verifica della costanza della prestazione (AVCP ovvero Assessment and Verification of Constancy of Performance), da parte dell'organismo notificato, con la relativa certificazione,  costituisce il presupposto per la redazione di una dichiarazione di prestazione. A seconda dei prodotti, delle relative norme tecniche armonizzate, dalle applicazioni, l'AVCP si basa su di una combinazione di: sorveglianza del FPC (Factory Production Control - controllo del processo di fabbrica) da parte del fabbricante, sorveglianza del FPC da parte dell'ente, prove sul prodotto da parte del fabbricante, prove sul prodotto da parte di laboratori accreditati di enti notificati.